# Phaenochitonia talus
Phaenochitonia talus är en fjärilsart som beskrevs av Fabricius 1781. Phaenochitonia talus ingår i släktet Phaenochitonia och familjen Riodinidae. Inga underarter finns listade i Catalogue of Life.